# Караконстантин Федір Федорович
Фе́дір Фе́дорович Караконстанти́н (нар. 29 березня 1995 — 8 грудня 2017) — лейтенант Збройних сил України, учасник російсько-української війни.

## Життєпис
Народився 1995 року в селі Старі Трояни (Кілійський район, Одеська область); за національністю гагауз. 2013 року закінчив загальноосвітню школу — відтоді в Збройних Силах України. 2016-го закінчив Одеську військову академію, уклав контракт та в березні 2017 року вирушив на фронт. Лейтенант, командир 3-го парашутно-десантного взводу парашутно-десантної роти 2-го парашутно-десантного батальйону 25-ї бригади.
8 грудня 2017 року загинув від кулі снайпера поблизу селища Кам'янка (Ясинуватський район).
12 грудня 2017-го похований в селі Старі Трояни; у Кілійському районі оголошено траур.
Без Федора лишились мама і брат.

## Нагороди та вшанування
- Указом Президента України № 42/2018 від 26 лютого 2018 року «за особисту мужність і самовіддані дії, виявлені у захисті державного суверенітету та територіальної цілісності України, зразкового виконання військового обов'язку» — нагороджений Богдана Хмельницького III ступеня (посмертно)[1]
- 13.06.2021 року, курсанти третього курсу Військової академії (м. Одеса) вшанували пам'ять лейтенанта Федора Караконстантіна. Як повідомив кореспондент Odessa.online, на Трасі здоров'я в районі пляжа Ланжерон у м. Одесі, курсанти взяли участь у щорічному забігу пам'яті (в перший раз його провели в 2018 році)[2]
- Вшановується в меморіальному комплексі «Зала пам'яті», в щоденному ранковому церемоніалі 8 грудня[3][4].